# ناحیه قالمه
ناحیه قالمه (به عربی: دائرة قالمة) یک ناحیه در الجزایر است که در استان قالمه واقع شده‌است.

## خصوصیات
ناحیه قالمه ۱۱۴٬۶۶۳ نفر جمعیت دارد.